# Ringgold (Luisiana)
Ringgold es un pueblo ubicado en la parroquia de Bienville en el estado estadounidense de Luisiana. En el Censo de 2010 tenía una población de 1495 habitantes y una densidad poblacional de 248,8 personas por km².

## Geografía
Ringgold se encuentra ubicado en las coordenadas 32°19′36″N 93°17′1″O / 32.32667, -93.28361. Según la Oficina del Censo de los Estados Unidos, Ringgold tiene una superficie total de 6.01 km², de la cual 6 km² corresponden a tierra firme y (0.22%) 0.01 km² es agua.

## Demografía
Según el censo de 2010, había 1495 personas residiendo en Ringgold. La densidad de población era de 248,8 hab./km². De los 1495 habitantes, Ringgold estaba compuesto por el 39.87% blancos, el 57.99% eran afroamericanos, el 0.33% eran amerindios, el 0.07% eran asiáticos, el 0% eran isleños del Pacífico, el 0.07% eran de otras razas y el 1.67% pertenecían a dos o más razas. Del total de la población el 1.94% eran hispanos o latinos de cualquier raza.